# ロベルト・カー
ロベルト・カー（Roberto Car、1947年1月3日 - ）は、イタリアの化学者、物理学者。プリンストン大学教授。主な業績は分子動力学法の一つであるカー・パリネロ法の開発。

## 経歴
トリエステ出身。ミラノ工科大学で物理学を学び、1971年に原子力技術の研究でPh.D.を取得。1973年から1974年までミラノ大学で博士研究員、1977年から1981年までローザンヌ連邦工科大学（EPFL）で助手を務めた後、1981年から1983年までIBMのトーマス・J・ワトソン研究所に勤務、1984年からトリエステの国際高等研究院（SISSA）で物理学の准教授、1990年から翌年まで教授、1991年から1999年までジュネーブ大学で物理学の教授を務めた。1999年から現職。

## 受賞歴
- 1990年 EPS欧州物理学賞
- 2008年 フンボルト賞
- 2009年 ディラック・メダル(ICTP)、シドニー・ファーンバック賞
- 2020年 ベンジャミン・フランクリン・メダル
- 2024年 クラリベイト引用栄誉賞